# Guioa acuminata
Espèce
Statut de conservation UICN

 EN A1c : En danger
Guioa acuminata est une espèce de plantes de la famille des Sapindaceae.

## Publication originale
- The Philippine Journal of Science. Section C, Botany 8: 463. 1913[1914].